# Lequile
Lequile est une commune italienne de la province de Lecce dans la région des Pouilles.

## Administration
| Période                                  | Période | Identité | Étiquette | Qualité |
| ---------------------------------------- | ------- | -------- | --------- | ------- |
|                                          |         |          |           |         |
| Les données manquantes sont à compléter. |         |          |           |         |

### Hameaux
Dragoni

### Communes limitrophes
Copertino, Galatina, Lecce, Monteroni di Lecce, San Cesario di Lecce, San Donato di Lecce, San Pietro in Lama, Soleto